# Никиткино (Рязанская область)
Никиткино — деревня в Восходском сельском поселении Кадомского района Рязанской области.

## История
В исторических документах упоминается как Никитино (по фамилии землевладельца Никитина).

## География
Расположена на берегу правого притока Лисы в 11 км к северо-западу от районного центра Кадома и в 40 км к северо-востоку от Сасово. В деревне одна улица — Молодёжная.

## Население
| 1984 | 2010 | 2023 |
| ---- | ---- | ---- |
| 100  | ↘72  | ↘64  |

## Инфраструктура
Есть продуктовый магазин и мемориал ВОВ. На север от деревни расположено кладбище.

## Транспорт
По окраине деревни проходит автодорога 61К-030 Сасово — Кадом.